# 2020년 하계 올림픽 개막식
2020년 하계 올림픽 개막식은 2021년 7월 23일 오후 8시 (일본 표준시), 일본 도쿄의 올림픽 스타디움에서 열린 2020년 하계 올림픽 대회의 개막식이다. 올림픽 개막식은 올림픽 헌장에 명시된 바에 따라 귀빈의 환영연설과 국기·오륜기 게양, 선수 입장 등의 공식 의례행사가 진행되며, 개최국의 문화와 역사를 담는 예술 공연도 더불어 펼쳐진다. 하지만 이번 대회의 개막식은 코로나19 전파 우려로 무관중으로 결정이 났고, 소수의 귀빈이 참석한 가운데 공연 대부분이 사전녹화로 진행되었으며, 실시간 공연도 사회적 거리두기를 고려하여 보다 축소된 규모로 진행되었다.
개막식의 테마는 대회 표어인 United by Emotion (감동으로 하나되다)였다. 이후 코로나19 범유행이라는 고난 속에서 "스포츠의 역할과 올림픽 대회의 가치를 재확인한다"는 뜻에서 올림픽, 패럴림픽 개폐막식 공통 주제가 Moving Forward (앞으로 나아가기)로 정해졌다.

## 준비 과정

### 기획 과정
2017년 12월 도쿄 올림픽·패럴림픽 경기 대회 조직위원회 (TOCOG)가 올림픽과 패럴림픽 개폐막식에 관한 기본정책 문서를 배포하면서, 올림픽 개막식 준비 보고서를 처음으로 내놓았다. 해당 문서는 각계 전문가와 일본 국민들의 여론을 기반으로, 네 차례에 걸칠 개폐막식을 위한 기본적인 골조와 전반적인 컨셉이 담겼다. 평화와 공존, 부흥과 미래, 일본과 도쿄, 선수와 참여 등, 여러 주제와 컨셉을 소개하는 무대로 올림픽 개막식을 꾸미기로 했다.
2018년 7월 도쿄올림픽 조직위원회 측은 개막식의 입장권 가격을 최저 12,000엔, 최고 300,000엔 (한화 약 12만원~300만원)으로 산정하였다. 이는 대회 전체가 무관중 경기로 결정되면서 없던 일이 되었다. 이와 함께 교겐 배우 노무라 만사이가 최고 크리에이티브 디렉터로 처음 임명되어 연출팀을 이끌게 되었으며, 개폐회식 총감독에는 안무가 출신 연출가 MIKIKO가 맡게 되었다.
일본 시사잡지 주간문춘의 보도에 따르면 MIKIKO는 2020년 초 개회식 원안을 완성하였으며, 일본 애니메이션 영화 아키라와 캐릭터 슈퍼 마리오 등이 등장하는 구성으로 국제올림픽위원회 제출 당시 "환상적인 구성"이라는 극찬을 받았던 것으로 알려졌다.

### 올림픽 연기에 따른 감독 교체
2020년 하계 올림픽의 개막식 연출은 크리에이티브 디렉터를 비롯한 개폐막식 연출감독이 세 차례나 바뀌고, 연출팀 내부에서도 책임자들의 사퇴가 잇따르며 파행을 겪었다. 우선 2020년 3월 올림픽 1년 연기에 따라 연출팀이 해체되면서 노무라 디렉터가 사퇴하였고, 이후 대회 조직위원회 고문으로 임명되었다. 그로부터 반년 뒤인 2020년 12월 신임 크리에이티브 디렉터로 일본 최대의 광고대행사인 덴츠 출신의 사사키 히로시가 임명되었는데, 이 과정에서 MIKIKO와의 불화가 발생했다. 
개폐막식 연출 실무는 덴츠 사에서 맡았는데, 2020년 3월 올림픽 연기로 개폐막식 준비가 중단되었을 당시 덴츠가 MIKIKO에게 준비가 재개되면 알려주겠다고 약속했었으나, 별다른 연락 없이 조용히 연출팀을 교체한 데 따른 것이었다. 결과적으로 덴츠 측이 반년간 자신이 이끌던 연출팀을 방치하다 새로운 연출팀에 합류하라고 요구한 셈이었기에, MIKIKO 측은 덴츠측의 불성실한 대응을 문제삼아 사퇴를 표명했다. MIKIKO 측의 사퇴 표명에 대해 덴츠 측은 사과하지 않고 오히려 정당화하는 입장을 내놓아, 일본 내에서 큰 논란을 일으켰다.
이 시점에서 사사키 신임총감독은 '예산이 많이 든다'는 이유로 기존 개폐회식 연출안을 축소하거나 폐기하였으며, MIKIKO의 연출팀 500여명도 해체되었다. 2021년 8월 주간문춘은 이 사실을 소개하며 "기존 기획안을 잘라 붙이는 짜깁기가 횡횡, 행사 내용도 코미디적 성격이 강해졌다"고 평가하였다. 일례로, 고이케 유리코 도쿄도지사에 보고된 사사키 감독의 폐막식 기획안 가운데에서는 다섯 차례의 OX 퀴즈가 진행되며 O 모양 5개가 올림픽 오륜을 이룬다는 내용이 실렸다.
한편 올림픽 개막식과 관련한 정계와 이해집단의 요구도 이어졌는데, 고이케 도쿄도지사는 2016년 선거 당시 자신을 지지해준 '에도 소방기념사업회'에 보답한다는 이유로 "연출에 목공과 소방수를 반드시 넣어라"고 요구했고, 그 결과 개막식에 목공수들이 오륜을 만드는 연출이 탄생한 것으로 알려졌다. 스가 요시히데 총리나 모리 요시로 조직위원회 회장 등 집권당인 자민당 인사들의 요구도 이어져, 탭 댄스나 가부키, 재즈 등 주제가 통일되지 않고 혼란스러운 공연들로 구성하게 된 것에 일조했다는 평가다.

### 연출진의 연이은 사퇴
2021년 3월, 사사키 히로시 디렉터가 일본의 유명 코미디언이자 탤런트인 와타나베 나오미의 외모를 조롱한 사실이 드러나 총괄감독직을 사퇴했다. 사사키 디렉터는 아이디어 회의에서 올림'픽'과 '피그'의 발음이 유사하다는 점에 착안해 와타나베의 비만 체형을 돼지로 분장시켜 개막식에 선보이자고 제안했으나, 다른 연출팀이 만류한 것으로 밝혀졌다. 이는 모리 요시로 도쿄올림픽 조직위원장이 조직위 내 여성 직원 비하 발언으로 사퇴한 지 불과 한 달 만의 일이었다. 결국 하시모토 세이코 조직위원장은 "개폐막식 내용의 대부분이 확정된 상황에서 의미가 없다고 판단"해 총괄 디렉터를 임명하지 않고, 연출, 안무, 음악 등 각 분야 책임자가 이끄는 방식으로 운영하기로 했다.
2021년 7월, 올림픽 개폐막식 음악감독을 담당한 오야마다 게이고의 과거 폭력 차별행위 전적이 드러나 다시금 논란에 휩싸였다. 1994년 한 잡지 인터뷰에서 데뷔 전 학창 시절 때 다운증후군을 앓고 있는 학우에게 배설물을 먹이는 등의 학대 행위를 저질렀다고 자랑스레 이야기한 사실이 폭로된 것인데, 모든 차별을 철폐한다는 올림픽 헌장에 위배된다는 비판이 쇄도하였다. 결국 오야마다는 개막을 불과 4일 앞둔 2021년 7월 19일에 음악감독직에서 사퇴하였다.

## 참석 귀빈
조 바이든 미국 대통령은 도쿄올림픽 개막식에 불참하는 쪽으로 논의되고 있다. 요미우리신문은 런던올림픽의 전례를 따라 바이든 대통령의 부인인 질 바이든 여사의 참석이 이뤄질 가능성이 크다고 전망했다.
국빈
- 일본 나루히토 천황 (개최국 수반)
- 일본 스가 요시히데 총리
- IOC 토마스 바흐 국제올림픽위원장

## 진행

### 식순
| 시간 (현지 시간) | 섹션명                                         | 원어명                              | 하이라이트                                                                                         |
| ---------------- | ---------------------------------------------- | ----------------------------------- | -------------------------------------------------------------------------------------------------- |
| 20:00~20:07      | 제1장: 이야기가 시작되는 곳                    | Where the Stories Begin             | 싹을 틔우는 선수 공연과 카운트다운 영상                                                            |
| 20:07~20:13      | 제2장: 따로 또 같이                            | Apart but not Alone                 | 코로나19로 좌절한 선수들이 다시 뛰는 공연                                                          |
| 20:13~20:19      | 제3장: 개최국의 환영                           | A Welcome from the Host             | 국기 게양식 및 국가 제창                                                                           |
| 20:20~20:34      | 제4장: 지속되는 유산                           | A Lasting Legacy                    | 모리야마 미라이의 추모공연, 올림픽 오륜 공개, 올림픽 월계관상                                      |
| 20:35~22:43      | 제5장: 여기 우리 함께                          | Here Together                       | 도쿄 필하모닉 오케스트라의 소개영상, 선수단 입장, 새 올림픽 표어 공개, "Imagine" 합창 및 드론 공연 |
| 22:45~23:09      | 제6장: 스포츠를 통한 평화                      | Peace Through Sport                 | 개회사와 축사, 개회 선언, 올림픽기 게양과 올림픽 찬가 제창                                         |
| 23:11~23:31      | 제7장: 게임을 시작하자 제8장: 이제는 빛날 시간 | Let the Games Begin / Time to Shine | 가마루초바의 올림픽 픽토그램 공연, 히토리 게키단의 도쿄 랜드마크 소개영상, 가부키와 재즈 공연      |
| 23:32~23:47      | 제9장: 희망이 우리의 앞날을 밝히리             | Hope Lights Our Way                 | 성화 점화                                                                                          |

### 이야기가 시작되는 곳

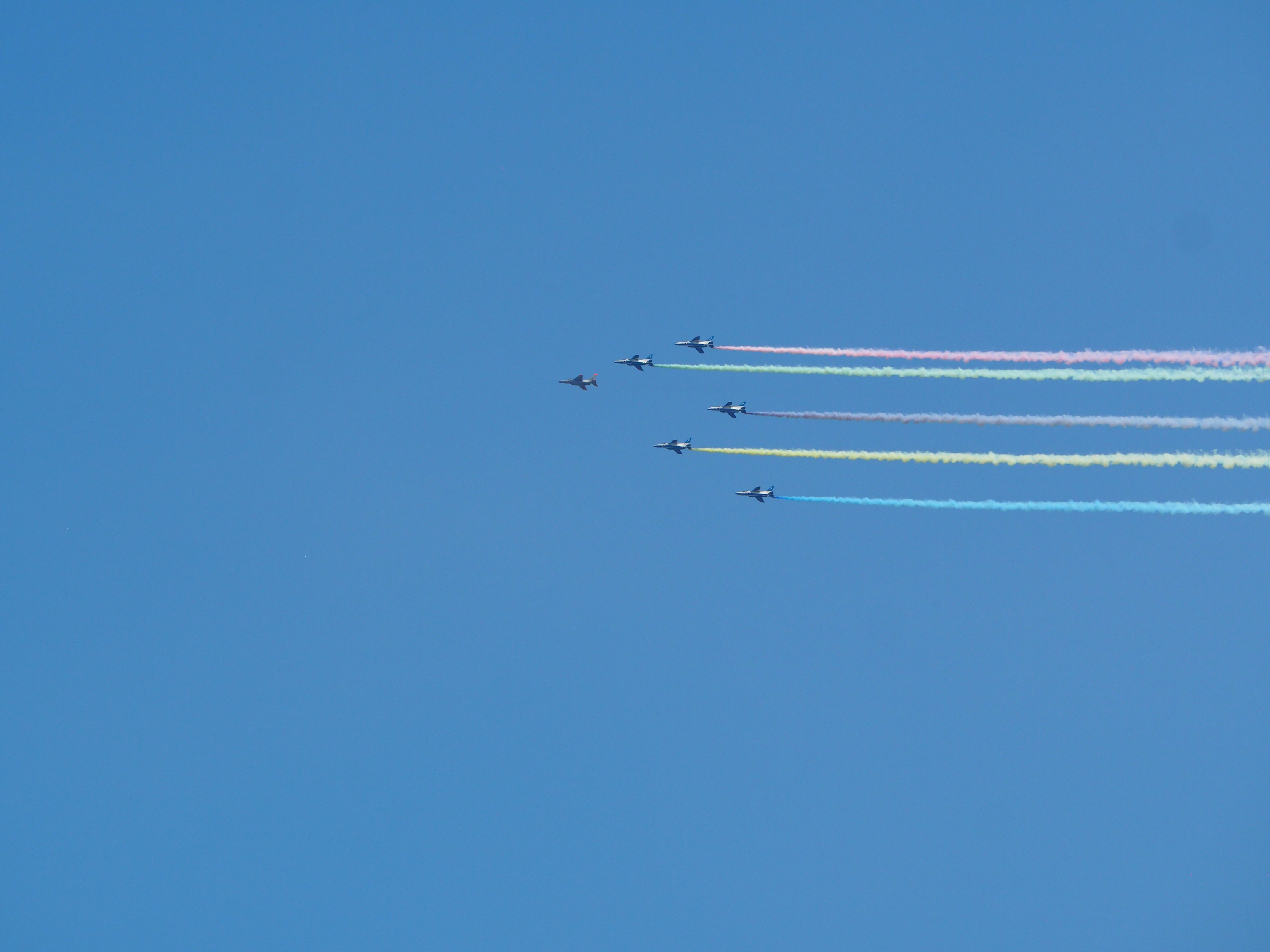
블루 임펄스의 곡예비행

개막식에 앞서 낮 12시 30분경, 일본 항공자위대 소속 곡예비행단 블루 임펄스의 사전 축하행사가 이뤄졌다. 신주쿠 도쿄도청에서 열린 성화 도착식과 함께 열린 이 비행기들은 도쿄 상공을 한동안 배회하며 올림픽 오륜을 그렸다. 1964년 하계 올림픽 개막식 당시 곡예비행단이 선보였던 오륜 공연의 명맥을 잇는 것으로 평가되었다.
밤 8시 정각, 제1장 '이야기가 시작되는 곳' (Where the Stories Begin) 행사가 시작되었다. 오프닝 영상은 칠판에 분필로 그려진 일련의 스톱모션 영상으로, 각종 기하도형의 모습이 끊임없이 변화하다가 도넛으로 바뀌고, 이내 도쿄 국립경기장의 상공 모습으로 이어진다. 스타디움 속으로 끝없이 확대되던 카메라는 경기장 잔디 속 조그만 씨앗을 조명한다. 곧이어 스타디움 생방송으로 바뀌고 나면 한 선수가 초록색 조명 속에서 일어서는데 그 뒤의 그림자가 새싹 모습으로 커가는 형상을 그린다.
다시 코다마 유이치가 감독한 카운트다운 영상으로 전환, 2021이라는 연도를 뒤로 돌려 2013으로 바꾼다. 제125회 IOC 총회 당시 개최지가 도쿄로 선정되는 영상과 함께, 열심히 훈련에 임하는 선수들의 모습들을 비추며 연도가 바뀐다. 2016년 하계 올림픽을 지나, 이번 올림픽의 예선에 참가하는 선수들의 모습, 이어 2020년 새해를 축하하는 전세계의 모습에 다다르지만, 갑작스럽게 조명이 꺼지고 만다. 세상이 크게 바뀌었지만 선수들은 굴하지 않고 케이블을 다시 연결해 조명을 밝히고, 화상회의의 모습으로 자택에서 훈련을 이어간다. 그리고 올림픽이 연기되었음을 암시하는 숫자 '21'에서부터 시작해 카운트다운이 시작되고, 역동적인 움직임과 스포츠의 숫자들을 보여주는 한편으로 선수들이 벽을 뚫고 넘어가기에 이른다. 숫자 0에 다다르면서 똑같은 모양의 주경기장의 상공을 표시, 694개의 불꽃놀이가 펼쳐진다.

### 여기 우리 함께
제 5장 '여기 우리 함께'는 도쿄 필하모닉 오케스트라의 연주와 함께 선수단 입장으로 그 시작이 꾸려졌다. 본래 코로나19 감염 영향으로 개막행사가 간소화될 당시, 선수단 입장행진 순서를 없애는 것도 고려되었으나 실제로는 개막식 참가 선수 규모만 축소한 채로 진행되었다.
맨 처음에는 관례대로 그리스 선수단이, 그 다음은 난민 선수단이, 그 이후에는 일본 오십음도순으로 입장하였다. 각 선수단은 전 국가 공동으로 비슷한 규모로 축소되어 입장하였다.

### 스포츠를 통한 평화
나루히토 일왕이 개막 선언을 진행하였다. 

私は、ここに、第32回近代オリンピアードを記念する、東京大会の開会を宣言します。

나는 이곳에서 제32회 근대 올림피아드를 기념하는 도쿄 대회의 개회를 선언합니다.

원래 개막 선언문에는 '축하' (celebrating, 祝い)라는 단어가 사용되어 왔으며, 1964년 도쿄 올림픽 당시 히로히토 일왕의 개막 선언도 마찬가지였으나, 이번 대회에서는 '축하' 대신 '기념' (記念する)으로 바뀌었다. 이는 코로나19 사태 속에서 일본 국민들의 올림픽 개최에 대한 우려의 시선을 의식한 것으로 해석됐다.
오륜기 입장은 '코로나19 극복'이라는 대회 모토에 맞추어 전세계 방역 문제에 힘쓴 스포츠 영웅들이 오륜기를 드는 것으로 진행되었다. 코로나19 극복을 위해 거액을 기부한 일본 배드민턴 선수 모모타 켄토와 난민 선수단의 간호사 출신 역도 선수 시릴 찻쳇 2세, 의료진 지원활동에 나선 이탈리아 선수단의 배구 선수 파올라 에고누, 의사 출신으로 방역활동에 나선 모로코 선수단의 메흐디 에스사디, 아르헨티나의 파울라 파레토, 오스트레일리아의 엘레나 갤리아보비치 등이 선정되었다.
각 선수들은 야마다 고사쿠의 곡 〈승리와 평화〉에 맞춰 도쿄 올림픽 스타디움을 돈 뒤 코로나19 대응에 힘쓴 도쿄 시민 8명에게 오륜기를 전달했다.

### 희망이 우리의 앞날을 밝히리
일본의 올림픽 3연패 유도 선수 노무라 다다히로와 레슬링 선수 요시다 사오리가 함께 성화봉을 들고 스타디움이 들어섰으며, 이어서 일본의 야구 전설 3인인 나가시마 시게루, 오 사다하루, 마쓰이 히데키가 이어받았다. 세번째로 코로나19 의료진을 대표한 의사와 간호사, 패럴림픽 참가 선수, 동일본 대지진을 겪은 미야기현·이와테현·후쿠시마현 아이들이 성화를 넘겨받았다.
마지막 성화봉송 주자로 일본의 테니스 유망주 오사카 나오미가 등장해 후지산과 꽃봉오리를 형상화한 성화대에 불을 붙였고, 스타디움 상공에 1488개의 불꽃이 터지며 대회의 시작을 알렸다. 오사카 나오미는 아이티계 미국인 아버지를 둔 혼혈 선수로서 인종차별 문제에 목소리를 내어 왔던 만큼 다양성과 균형을 강조하는 대회의 취지에 부합한 것으로 해석됐다.

## 반응
2018년 평창 동계올림픽 개·페막식 총감독을 역임한 송승환은 KBS 중계를 통해 '의미는 강했으나 감동은 약한 개회식'이라 평하며, 개막식에서 '와우 포인트라 하는 장면을 몇 번씩 보기 마련인데 그게 없는 것이 아쉬웠다'고 평가했다. 영화감독 기타노 다케시는 "이런 걸 외국인에게 보여주다니 창피해서 외국도 못 가겠다"고 혹평했다. 인터넷 개발자 니시무라 히로유키 역시 "조금 저렴해 보인다"면서 "드론이나 VR처럼 과학기술이 발달한 이미지를 살렸으면 좋았겠다"고 평했다.
영국의 언론인 피어스 모건은 데일리 메일 기고를 통해 "솔직이 우리 모두 졸고 있지 않았느냐"며 이번 개막식이 "부당하고 코로나19로 황폐화된 대회가 취소됐어야 했는지 증명했다"고 평가했다. AP통신은 "거의 텅빈 경기장에서 펼쳐진 계단식 불꽃놀이와 TV 시청용 연출 속에 개막했다"며, "화려하지만 이상하게 가라앉은 분위기의 개막식"이라 소개했다.
BBC의 해설자 헤이즐 얼바인은 "유례없는 시기, 유례 없는 개막식"이라면서도 "깊은 감동이 있고 조용하면서 아름답다"고 평했으며 코로나19의 제약 속에서 개막식을 치른 것만으로 일본은 자랑스러워해야 한다고 평했다.

## 대회 참여 인물
| 1964·1968 유도 금메달 미야키 요시노부 | 2020 컬링 은메달 카바타 모모  | 2018 클라이밍 금메달 도이 케이타 |  | 국기 게양 - 서열: 육해공 자위대 의장대 - 국가합창: MISIA |
|                                       |                               |                                  |  | 국기 게양 - 서열: 육해공 자위대 의장대 - 국가합창: MISIA |
| 다카하시 나오코 2000 시드니 육상      | 사카이 히비키 시각장애인 선수 | 아사바 미즈키 구조대원           |  | 국기 게양 - 서열: 육해공 자위대 의장대 - 국가합창: MISIA |

| 일본 배드민턴 선수 모모타 켄토    | 난민 역도선수 찻쳇 리 시릴        | 모로코 트라이애슬론 선수 메흐디 에사디크 | 오륜기 게양 - 서열: 자위대 육해공 의장대 - 국가합창: 고교생 합창단 |
|                                   |                                   |                                          | 오륜기 게양 - 서열: 자위대 육해공 의장대 - 국가합창: 고교생 합창단 |
| 엘레나 갈리아모비치 호주 사격선수 | 파울라 마레토 아르헨티나 유도선수 | 파올라 에고누 이탈리아 배구선수          | 오륜기 게양 - 서열: 자위대 육해공 의장대 - 국가합창: 고교생 합창단 |

| - 선수 대표: 야마가타 료타 (육상), 이시카와 가스미 (탁구) - 심판 대표: 쓰자키 아스미 (수구), 가토 마사토 (서핑) - 지도자 대표: 이노우에 고세이 (유도), 우쓰기 레이카 (소프트볼) 최종 성화 봉송은 두세명씩 짝지어 이어받는 식으로 진행되었다. 첫번째 - 노무라 다다히로 - 유도 선수 (올림픽 3연패) - 요시다 사오리 - 레슬링 선수 (올림픽 3관왕) 두번째 - 나가시마 시게오 - 전 프로야구 선수 - 오 사다하루 - 전 프로야구 선수 - 마쓰이 히데키 - 전 프로야구 선수 세번째 - 오하시 히로키 - 의사 (크루즈선 코로나19 선내감염 당시 투입) - 기타가와 준코 - 간호책임자 (코로나19 의료현장 간호사 대표) 네번째 - 와카코 쓰치다 - 패럴림픽 선수 (일본 최초의 동하계 올림픽 동시 메달리스트) 다섯번째 - 데라시마 히로무 - 미야기현 초등학교 배드민턴 선수 - 마츠바라 토와 - 이와테현 초등 컬링선수 - 다카하시 미츠키 - 이와테현 초등 육상선수 - 나카자와 렌 - 후쿠시마현 초등 축구선수 - 아오이 코코나 - 후쿠시마현 초등 소프트볼 선수 최종 점화 - 오사카 나오미 - 테니스 선수 (메이저대회 4회 우승) | - 하시모토 세이코 도쿄올림픽·도쿄패럴림픽 조직위원장 - 토마스 바흐 국제올림픽위원회 위원장 - 나루히토 천황 (비공개) |

## 같이 보기
- 2020년 하계 올림픽 폐막식
- 2020년 하계 패럴림픽 개막식
- 2020년 하계 패럴림픽 폐막식